# Hadım Suleiman Paşa
Hadım Suleiman Pasha (turco otomano: خادم سلیمان پاشا ; turco: Hadım Süleyman Paşa; c. 1467 - septiembre 1547) fue un estadista otomano y comandante militar.  Fue el (virrey) del Egipto otomano en 1525-1535 y 1537-1538, y Gran Visir del Imperio Otomano entre 1541 y 1544. Era un eunuco húngaro, su epíteto hadım tenía el significado de "eunuco" en turco.
Como gobernador de Egipto, fue ordenado por el sultán en una expedición al Océano Índico, donde dirigió la captura de Adén y el Asedio de Diu en 1538. Suleiman Pasha fue un benefactor de su sucesor de Egipto. gobernador, Davud Pasha (sirvió 1538-1549), a quien defendió por el papel a pesar de su rival y colega, Rüstem Bajá.